# Elisabeth Christine van Brunswijk-Bevern
Elisabeth Christine van Brunswijk-Bevern (Wolfenbüttel, 8 november 1715 — Berliner Stadtschloss, 13 januari 1797), koningin van Pruisen, was de echtgenote van koning Frederik II van Pruisen en introduceerde de zijderupsteelt in Pruisen.
Het huwelijk werd gesloten op 12 juni 1733 in Salzdahlum, op het buitenslot van de hertogelijke familie. Er werd een ballet opgevoerd en een pastorale, waarin het echtpaar de hoofdrol speelde. De beste fluitspeler van de drie herders kreeg de hand van de dochter van de koning. In de daaropvolgende dagen werden een opera van Carl Heinrich Graun en Partenope van Georg Friedrich Händel opgevoerd.
Het uit dynastieke en politieke overwegingen aan elkaar gekoppelde echtpaar woonde aanvankelijk gescheiden, totdat de verbouwing van het kasteel in Rheinsberg, gelegen aan een meer, ver van Frederiks vader Frederik Willem I van Pruisen, was gerealiseerd. Elisabeth was mooi en had een vriendelijk karakter. Zij speelde harp, maar haar conversatie was onbeduidend en hij was niet overtuigd of zij met hem gesprekken op niveau zou kunnen voeren. Hij stond erop dat zij L'École des femmes uit het hoofd leerde. Het echtpaar ging in 1736 wonen op Slot Rheinsberg, waar Frederik vier jaar lang zou wonen. Frederik had het laten verbouwen door Johann Gottfried Kemmeter en Georg Wenzeslaus von Knobelsdorff, die de twee vrij hoge torens van het oude landhuis liet staan. Na zijn troonsbestijging in juli 1740 in Köningsberg heeft Frederik dit kasteel niet meer bewoond en ook niet meer met zijn vrouw samengewoond, die hij na zeven jaar niet meer kon luchten of zien. Zij hield zich bezig met piëtisme, Frederik hield zich daarentegen bezig met oorlogvoering, architectuur, filosofie, muziek en literatuur.

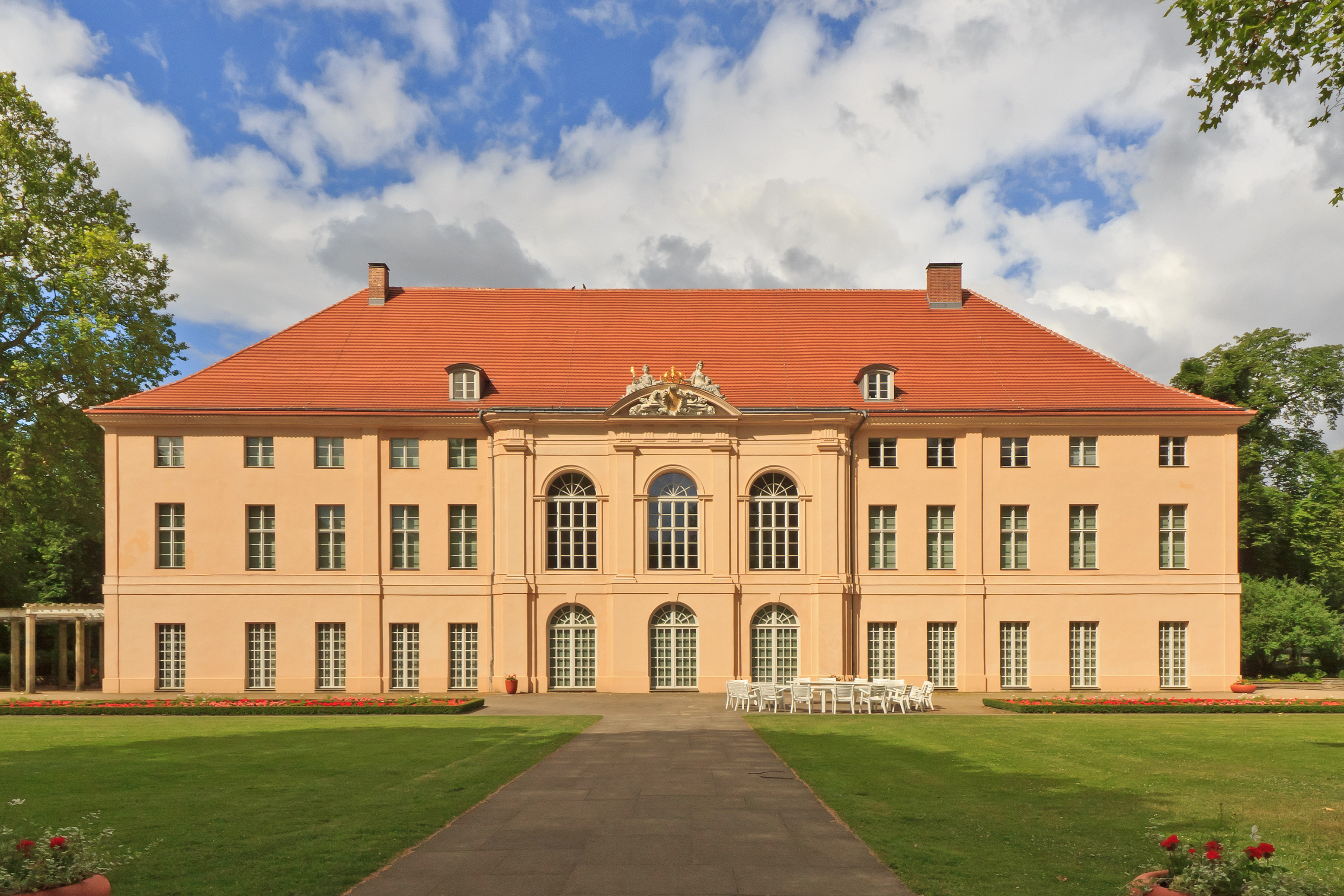
Achterzijde van Slot Schönhausen, in 1664 in Hollandse stijl opgetrokken en rond 1764 aangepast door Jan Bouman

Elisabeth bewoonde vanaf 1740, het jaar van Frederiks troonsbestijging, 's zomers Slot Schönhausen, in het district Pankow in het noorden van Berlijn. Waarschijnlijk is Frederik nooit of slechts één keer bij haar op bezoek geweest. In de winter bewoonde zij alleen het Berliner Stadtschloss, omdat Frederik meestal in Potsdam verbleef. Zij durfde hem niet in zijn lustslot Sanssouci, Slot Charlottenburg  te bezoeken, of het was haar niet toegestaan. Ze zag Sanssouci pas in 1756 voor het eerst, toen ze tijdens de Zevenjarige Oorlog vluchtte voor de Oostenrijkers. De echtelieden ontmoetten elkaar op galafeesten en op familiebijeenkomsten, en maakten elkaar geen verwijten.
Omdat het huwelijk kinderloos was en zou blijven, bemoeide haar echtgenoot zich met de huwelijkspartner van zijn lievelingsneef, Frederik Willem II van Pruisen. Elisabeth Christine stierf, 83 jaar oud, op het Berliner Stadtschloss.
Het paleis is vrij ongeschonden de Tweede Wereldoorlog doorgekomen en werd in de DDR-tijd gebruikt door de Staatsraad van de DDR voor overleg. Aan de Majakowskiring, niet ver van het paleis, woonden diverse hoogwaardigheidsbekleders. Het kasteel is later voor staatsbezoeken en -ontvangsten ingericht. Daartoe werden een aantal kamers gemoderniseerd en de collectie aangepast om de geschiedenis en de voortbrengselen van de DDR tentoon te spreiden. Bij de restauratie werd het rococokarakter van de balzaal in het kasteel hersteld. Het slot is in 2009 als museum opengesteld.